# 1989년 시카고 영화 비평가 협회상
제2회 시카고 비평가 협회상은 1989년에 열린 시상식이다.

## 수상 및 후보

### 작품상
- 똑바로 살아라 - 스파이크 리 수상

### 감독상
- 똑바로 살아라 - 스파이크 리 수상

### 남우주연상
- 7월 4일생 - 톰 크루즈 수상

### 여우주연상
- 사랑의 행로 - 미셸 파이퍼 수상

### 남우조연상
- 똑바로 살아라 - 대니 에일로 수상

### 여우조연상
- 섹스 거짓말 그리고 비디오테이프 - 로라 산 지아코모 수상

### 외국어영화상
- 헨리 5세 - 케네스 브래너 수상

### 유망남우상
- 금지된 사랑 - 존 쿠삭 수상

### 유망여우상
- 단짝 친구들 - 미니 드라이버 수상